# Le Prométhée polonais
Le Prométhée polonais (ou Allégorie de la Pologne vaincue) est un tableau allégorique réalisé en 1831 par le peintre français Horace Vernet, sous l'influence de l'Insurrection de Novembre de la Pologne contre la domination de l'empire russe.

## Le tableau
Cette peinture à l'huile sur toile de 35 × 45 cm représente un soldat polonais mort, en uniforme blanc, gisant sur le sol ; le sang qui coule de son front et la poignée de sabre brisé qu'il tient dans la main droite suggèrent la résistance acharnée des Polonais ; sur son torse se dresse un énorme aigle noir, aux ailes déployées et aux serres très visibles : l'aigle est l'emblème des empereurs de Russie et il porte le collier de l'Ordre de Saint-André, la plus importante décoration de l'Empire russe.
L'arrière-plan du tableau est en deux parties : à gauche, dans la fumée des incendies, une femme s'enfuit devant un cavalier de l'armée russe ; à droite, sous un ciel bleu clair, des cavaliers de l'armée polonaise sont esquissés.
Horace Vernet, peintre spécialiste des sujets militaires et de la peinture de guerre, est proche des milieux libéraux français qui ont soutenu l'insurrection polonaise de 1830-1831. La composition et le thème de cette peinture font référence au mythe grec antique de Prométhée : Prométhée a joué un grand rôle dans la quête d'un idéal d'émancipation en littérature et en art polonais. Le tableau rappelle à la fois l'épisode tragique de la chute de la Pologne, mais avec un message porteur d'espoir : Prométhée a été enchaîné mais libéré par la suite par Héraclès. 
Le tableau a été donné en 1950 par Louise de Saint-Maurice à la Bibliothèque polonaise de Paris, où il est conservé.